# Адриана Фонсека
Адриана Фонсека Кастеянос (на испански: Adriana Fonseca Castellanos) e мексиканска актриса и модел.

## Биография
Родена е на 16 март 1979 г. във Веракрус, Мексико. Дъщеря е на зъболекарите Уго Фонсека и Гилермина Кастеянос. Занимава се с класически балет повече от 10 години. Участвала е в постановките „Лебедово езеро“ и „Пепеляшка“. Учи 3 години в школата на Телевиса – CEA (Centro de Education Artistica).

## Филмография
- Родители за удобство (Papás por conveniencia) (2024) – Паулина
- Моето богатство е да те обичам (Mi fortuna es amarte) (2021-2022) – Лусия Нието Пас
- Смело сърце (Corazon Valiente) (2012-2013) – Анхела Валдес
- Tiempo final (2009) – Пилар
- Mujeres asesinas 2 (2009) – Сесилия Руис
- Под юздите на любовта (Bajo las riendas del amor) (2007) – Монсерат Линарес
- Срещу вълните на живота (Contra viento y marea) (2005) – Сандра Серано Рудел
- Por mujeres como tu (2004)
- 7 mujeres, 1 homosexual y Carlos (2004) – Камила
- Тъмна орис (Mariana de la noche) (2003) – Каридад Монтенегро, Чачи
- La tregua (2003) – Лаура Авеянеда
- Осмели се да ме забравиш (Atrévete a olvidarme) (2001) – Андрея Росалес
- Хубава жена (Mujer bonita) (2001) – Чарито
- Amigos x siempre (2000) – Мелиса
- Росалинда (Rosalinda) (1999) – Луси Перес Ромеро
- Узурпаторката (La usurpadora) & Отвъд... узурпаторката (Mas allá de... La usurpadora) (1998) – Вероника Сориано
- Капчица любов (Gotita de amor) (1998) – Паола
- Малко село, голям ад (Pueblo chico, infierno grande) (1997) – Ховита